# Киянове
Киянове — колишнє село в Україні; підпорядковувалось Привільській сільській раді Троїцького району Луганської області.
Розміщувалось на північний захід від села Солідарне, на межі Троїцького та Білокуракинського району. Через село проходила автодорога Солідарне — Привілля.
Відстань до адміністративного центру сільської ради, села Привілля — 7 км, до районного центру, смт Троїцьке — 23 км, до обласного центру, міста Луганськ — 146 км.
Виключене з облікових даних 23 вересня 2005 року рішенням Луганської обласної ради через відсутність жителів.